# Eberhard van der Laan
Eberhard Edzard van der Laan (Leiden, 28 juni 1955 – Amsterdam, 5 oktober 2017) was een Nederlands advocaat en politicus van de Partij van de Arbeid (PvdA). Hij was van 7 juli 2010 tot zijn overlijden burgemeester van Amsterdam. Daarvoor was hij van 14 november 2008 tot 23 februari 2010 minister voor Wonen, Wijken en Integratie in het kabinet-Balkenende IV.

## Levensloop

### Jeugd en studie
Van der Laan groeide op in Rijnsburg, in een gereformeerd gezin met zes kinderen, van wie hij de jongste was. Zijn vader Edzard was huisarts en namens de Anti-Revolutionaire Partij (ARP) lid van de gemeenteraad van Rijnsburg. De ouders van Van der Laan zaten tijdens de Tweede Wereldoorlog in het verzet en boden onderdak aan Joodse onderduikers. In het boekje In antwoord op je vragen uit 1983 geeft moeder Van der Laan-Boelens antwoord op de vragen die haar zoon over de verzetstijd had.
Basisonderwijs volgde Van der Laan op de Julianaschool te Rijnsburg en middelbaar onderwijs aan het protestantse Gymnasium B Christelijk Lyceum dr. W.A. Visser 't Hooft. Na een mislukte studie geneeskunde in Brussel stapte hij in 1975 over naar de studie rechten en studeerde hij in 1983 op 28-jarige leeftijd cum laude af in de rechten aan de Vrije Universiteit Amsterdam.

### Lid gemeenteraad Amsterdam en advocatuur
Hij begon zijn politieke carrière als assistent van de Amsterdamse wethouder Jan Schaefer (PvdA). Van 1990 tot 1998 was Van der Laan namens de PvdA lid van de Amsterdamse gemeenteraad, waarin hij vanaf oktober 1993 fractievoorzitter was. In 1994 was hij lijsttrekker bij de Amsterdamse gemeenteraadsverkiezingen. In tegenstelling tot het landelijk beeld, behaalde de PvdA in Amsterdam twee zetels winst. In de aanloop naar de gemeenteraadsverkiezingen van 1998 leidde hij een vernieuwingsslag binnen zijn partij, waarbij een groot deel van de fractie vernieuwd werd. Hij besloot zich vanwege drukke andere werkzaamheden zelf niet opnieuw kandidaat te stellen en werd als lijsttrekker opgevolgd door Jaap van der Aa.
Van der Laan was in 1992 medeoprichter en sindsdien partner van het advocatenkantoor Kennedy Van der Laan en richtte zich na het vertrek uit de politiek fulltime op de advocatuur. Zijn voornaamste belangstelling lag in het aansprakelijkheidsrecht. Naast dit werk was hij voorzitter van het bestuur van het Verzetsmuseum in Amsterdam en het W.E. Jansenfonds. Ook is hij lid geweest van de Raad van Toezicht van de publieke omroep en van het bestuur van Het Nieuwe Parool. Daarnaast heeft hij in het bestuur gezeten van De Groene Amsterdammer, kunststichting De Appel en Kindercircus Elleboog. Voor de PvdA leidde hij verschillende commissies. Zo was hij voorzitter van de programmacommissie ter voorbereiding van de Tweede Kamerverkiezingen 2002 en was hij in 2006 informateur bij de onderhandelingen voor een nieuw Collegebestuur van Amsterdam.
Van der Laan stelde in 1997 in een interview met De Groene Amsterdammer dat hij enerzijds geloofde in oude sociaaldemocratische idealen als solidariteit en emancipatie, maar anderzijds een moderne sociaaldemocraat wilde zijn, in de zin dat de overheid niet de pretentie moet hebben alles te willen regelen.

### Minister voor Wonen, Wijken en Integratie
In november 2008 trad hij tussentijds als minister voor Wonen, Wijken en Integratie toe tot het kabinet-Balkenende IV, als opvolger van zijn afgetreden partijgenoot Ella Vogelaar. Hij hield zich als minister bezig met de terreinen integratie en inburgering, antidiscriminatie, grotestedenbeleid, wonen, huisvesting, huurbeleid, buurtbudgetten, bestrijden van lokale overlast en bevorderen van buurtgerichte veiligheid. Als minister weigerde hij een onderzoek naar de kosten en baten van immigranten onder het mom: 'wij onderzoeken geen kosten naar mensen.'

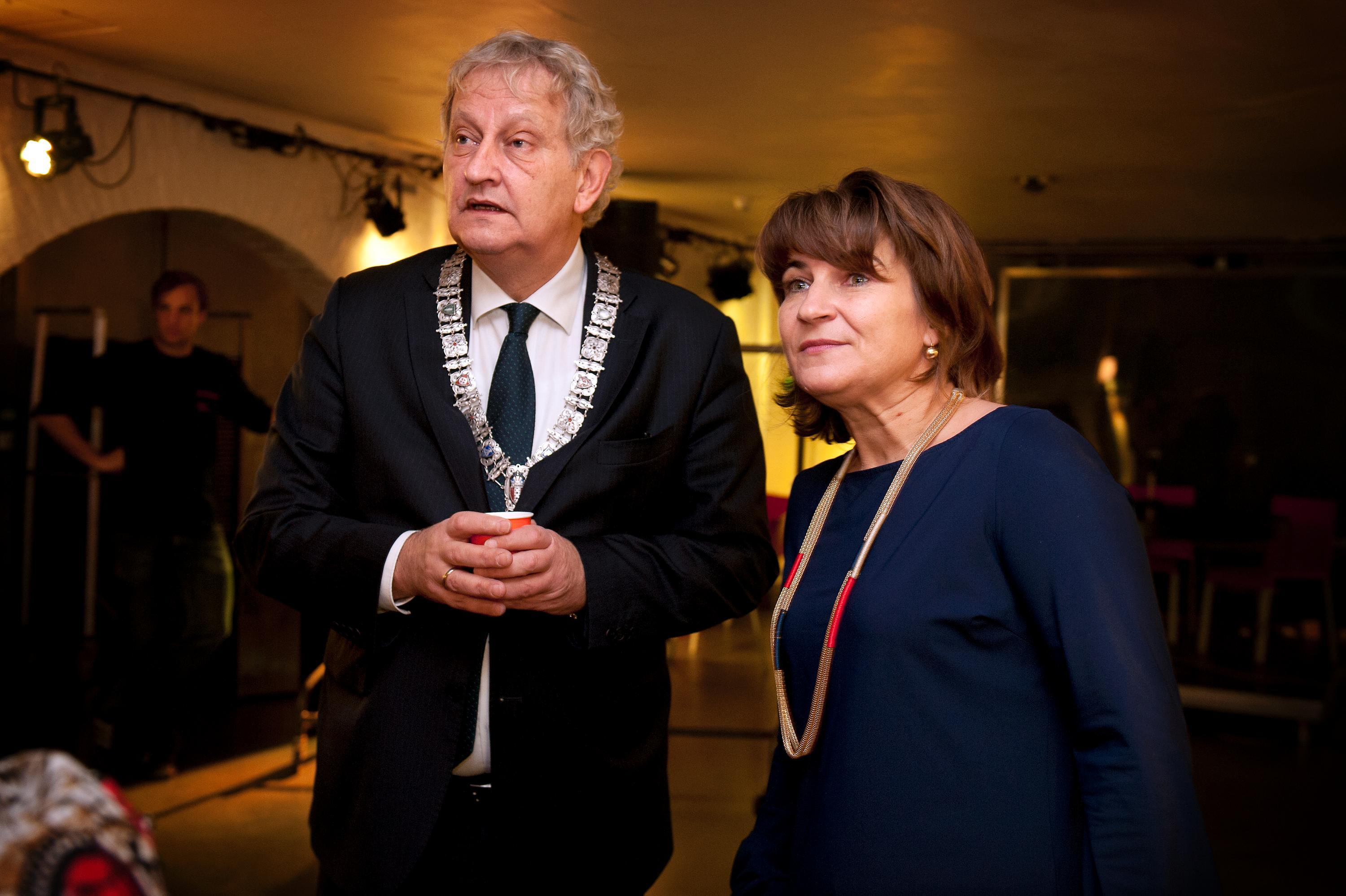
Minister Lilianne Ploumen en Van der Laan tijdens Afrikadag in 2012

### Burgemeester Amsterdam
Kort na de val van dit kabinet gaf Van der Laan aan verder te willen als Tweede Kamerlid. Op 19 april 2010 trok Van der Laan zich toch terug om zich kandidaat te stellen voor het burgemeesterschap van Amsterdam. Op 23 juni 2010 werd bekend dat de Amsterdamse gemeenteraad hem officieel voordroeg als opvolger van Job Cohen, hoewel de Vertrouwenscommissie uit de gemeenteraad een voorkeur had uitgesproken voor de Almeerse burgemeester Jorritsma. Op 2 juli ging het demissionaire kabinet-Balkenende IV akkoord met zijn benoeming. Op 7 juli 2010 begon Van der Laan met zijn werkzaamheden.
Zijn eerste grote optreden was tijdens de huldiging van het Nederlands voetbalelftal op 13 juli 2010 in Amsterdam. Op 12 december 2010 moest hij bekend maken, dat op kinderdagverblijven Het Hofnarretje en Jenno's Knuffelparadijs vermoedelijk dertig tot vijftig kinderen het slachtoffer waren geworden van seksueel misbruik. Bij deze zaak kreeg hij waardering voor zijn betrokkenheid en steun aan de ouders van de kinderen. Een van de meest in het oog springende maatregelen was de succesvolle invoering van de zogeheten Top-600 in 2011. Dit was een lijst van zeshonderd Amsterdamse veelplegers. De gemeente werkte samen met de politie, Openbaar Ministerie en andere organisaties om de criminaliteit terug te dringen.
In 2013 kreeg Van der Laan de Machiavelliprijs, de prijs voor iemand (voornamelijk politici) die uitblinkt in communicatie tussen overheid, politiek en burgers. Van der Laan "is een toonbeeld van helderheid en duidelijkheid in een bestuurlijke wereld waarin menigeen vlucht in verhullend taalgebruik", was de motivatie van de jury.
Op 30 maart 2016 stemde de Amsterdamse gemeenteraad in met zijn herbenoeming voor zes jaar.

### Ziekte en overlijden
In oktober 2013 werd bekend dat Van der Laan prostaatkanker had, waarvan hij later genas. In januari 2017 maakte hij bekend dat bij hem uitgezaaide longkanker was vastgesteld.
Op 30 juli 2017 was hij te gast bij het VPRO-televisieprogramma Zomergasten. De uitzending trok bijna een miljoen kijkers en was daarmee een van de best bekeken afleveringen.
Op 18 september 2017 legde hij zijn taken neer, nadat hij van zijn artsen te horen had gekregen dat hij uitbehandeld was. In een brief gericht aan alle Amsterdammers lichtte hij zijn besluit toe. Op 20 september 2017 hielden honderden mensen een staande ovatie bij de ambtswoning (Herengracht 502) om hun burgemeester te bedanken. Aansluitend zongen de aanwezigen het nummer Aan de Amsterdamse grachten. Twee dagen later kreeg Van der Laan in de ambtswoning door locoburgemeester Kajsa Ollongren en de wethouders de gouden Medaille van de Stad Amsterdam uitgereikt. Deze medaille, die burgemeesters altijd bij hun afscheid krijgen uitgereikt, was in dit geval voorzien van het motto van Van der Laan, "Alles voor de stad".
Op 5 oktober 2017 overleed Van der Laan op 62-jarige leeftijd aan de gevolgen van zijn ziekte. Hij werd op 14 oktober herdacht en begraven. Hij werd begraven in een kist die gemaakt was van een gevelde eik uit het Vondelpark.

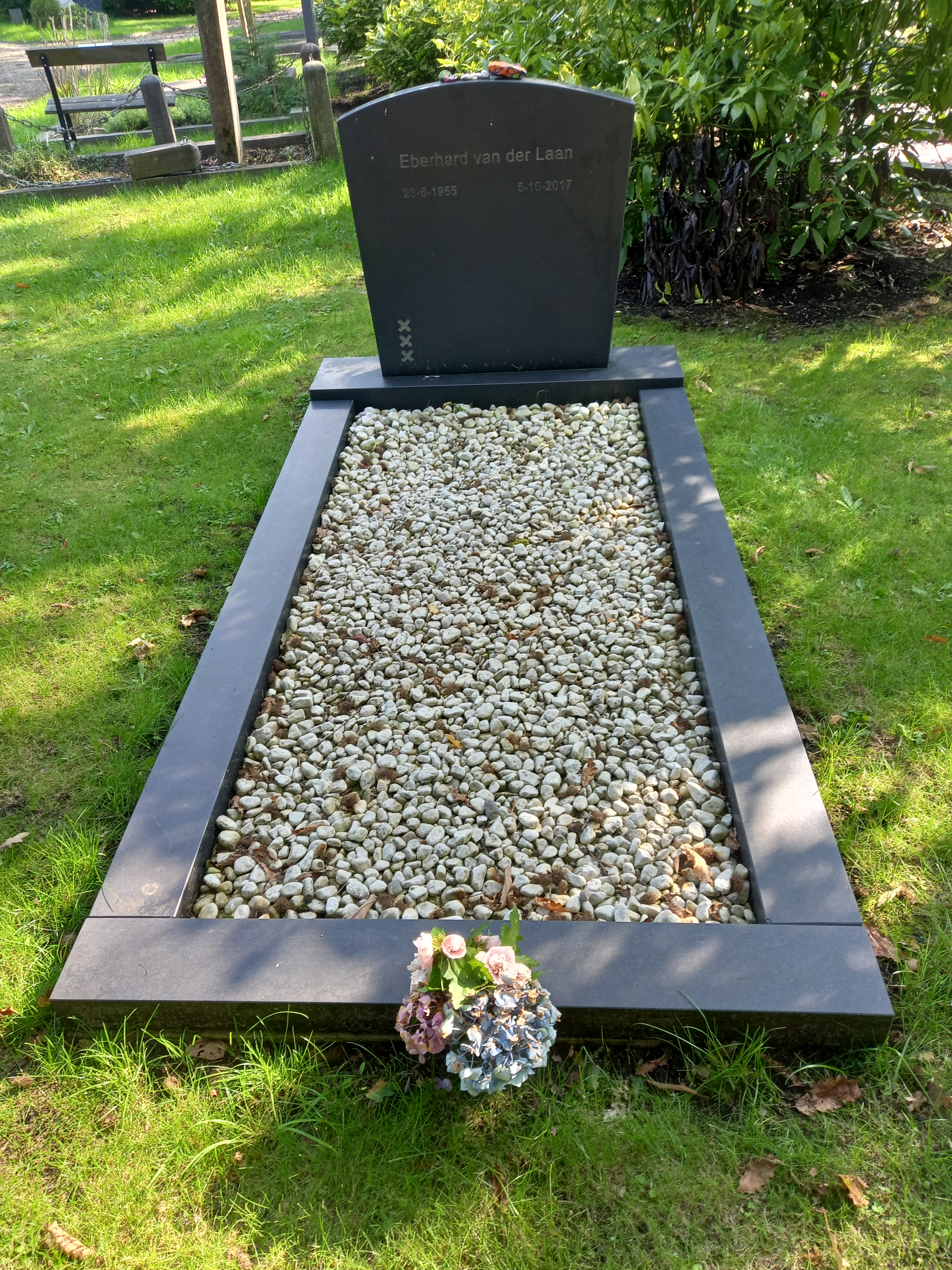
Het graf van Eberhard van der Laan op De Nieuwe Ooster (2021)

### Nalatenschap
Van hem waren na zijn overlijden diverse beeltenissen te zien in Amsterdam, al dan niet blijvend van aard. In 2019 werd een metershoge afbeelding van hem geplaatst op het Mercatorplein, in oktober 2019 gevolgd door een beeldje door Street Art Frankey aan de gevel van Paradiso.

## Persoonlijk leven
Eberhard van der Laan was vader van vijf kinderen. Uit zijn relatie met Luit Tabak had hij twee kinderen. Nadat hun relatie in 2000 eindigde, huwde hij in 2005 met Femke Graas. Hij werd in de echt verbonden door partijgenoot Job Cohen, die op dat moment burgemeester van Amsterdam was. Uit dit huwelijk had Van der Laan drie kinderen.